# Coppa del Re 1979 (hockey su pista)
La Coppa del Re 1979 è stata la 36ª edizione della principale coppa nazionale spagnola di hockey su pista. La fase finale della competizione ha avuto luogo dal 29 aprile e si è conclusa con la finale in campo neutro a Alcobendas il 24 giugno 1979.
Il trofeo è stato conquistato dal Barcellona per la settima volta nella sua storia superando in finale il Reus Deportiu.

## Risultati

### Ottavi di finale
Le gare di andata furono disputate il 29 aprile; le gare di ritorno furono disputate il 1º maggio 1979
| Squadra 1      | Totale  | Squadra 2       | Andata | Ritorno |
| -------------- | ------- | --------------- | ------ | ------- |
| Arenys de Munt | 8 - 13  | Reus Ploms      | 4 - 7  | 4 - 6   |
| Cerdanyola     | 7 - 12  | Barcellona      | 4 - 4  | 3 - 8   |
| Caldes         | 12 - 11 | Liceo La Coruña | 7 - 9  | 5 - 2   |
| Noia           | 13 - 14 | Cibeles         | 6 - 7  | 7 - 7   |
| Reus Deportiu  | 15 - 9  | Terrassa        | 8 - 4  | 7 - 5   |
| Sentmenat      | 23 - 8  | Mieres          | 14 - 3 | 9 - 5   |
| Vilanova       | 8 - 9   | Piera           | 4 - 2  | 4 - 7   |
| Voltregà       | 1 - 6   | Vic             | 1 - 1  | 0 - 5   |

### Quarti di finale
Le gare di andata furono disputate il 20 maggio; le gare di ritorno furono disputate il 3 giugno 1979.
| Squadra 1  | Totale | Squadra 2     | Andata | Ritorno |
| ---------- | ------ | ------------- | ------ | ------- |
| Barcellona | 11 - 5 | Caldes        | 7 - 1  | 4 - 4   |
| Cibeles    | 5 - 11 | Reus Deportiu | 2 - 4  | 3 - 7   |
| Piera      | 6 - 8  | Sentmenat     | 5 - 3  | 1 - 5   |
| Vic        | 13 - 6 | Reus Ploms    | 9 - 2  | 4 - 4   |

### Semifinali
Le gare di andata furono disputate il 10 giugno; le gare di ritorno furono disputate il 14 giugno 1979.
| Squadra 1     | Totale | Squadra 2  | Andata | Ritorno |
| ------------- | ------ | ---------- | ------ | ------- |
| Reus Deportiu | 11 - 4 | Vic        | 7 - 0  | 4 - 4   |
| Sentmenat     | 9 - 10 | Barcellona | 5 - 3  | 4 - 7   |

### Finale
| Alcobendas 24 giugno 1979 | Barcellona | 2 – 0 | Reus Deportiu |  |